# Turkui repülőtér
A Turkui repülőtér (IATA: TKU, ICAO: EFTU) Finnország egyik nemzetközi repülőtere, amely Turku közelében található. Éves utasforgalma 374 768 fő (1998).

## Futópályák
A repülőtér futópályái:
- 08/26 (2500 m, 60 m, aszfalt)

## Forgalom
Az utasforgalom az elmúlt években az alábbi módon változott:
| Utasok száma | 374 768 | 352 131 | 298 545 | 339 920 | 278 111 | 377 554 | 297 858 | 333 574 | 452 927 | 133 137 |
|              | 1998    | 2001    | 2003    | 2006    | 2009    | 2011    | 2014    | 2017    | 2019    | 2022    |